# Liste des personnages de Titeuf
 (mars 2021).
Améliorez-le ou discutez des points à vérifier. 
 (mars 2021).
La mise en forme du texte ne suit pas les recommandations de Wikipédia : il faut le « wikifier ».
Les points d'amélioration suivants sont les cas les plus fréquents. Le détail des points à revoir est peut-être précisé sur la page de discussion.
- Les titres sont pré-formatés par le logiciel. Ils ne sont ni en capitales, ni en gras.
- Le texte ne doit pas être écrit en capitales (les noms de famille non plus), ni en gras, ni en italique, ni en « petit »…
- Le gras n'est utilisé que pour surligner le titre de l'article dans l'introduction, une seule fois.
- L'italique est rarement utilisé : mots en langue étrangère, titres d'œuvres, noms de bateaux, etc.
- Les citations ne sont pas en italique mais en corps de texte normal. Elles sont entourées par des guillemets français : « et ».
- Les listes à puces sont à éviter, des paragraphes rédigés étant largement préférés. Les tableaux sont à réserver à la présentation de données structurées (résultats, etc.).
- Les appels de note de bas de page (petits chiffres en exposant, introduits par l'outil «  Source ») sont à placer entre la fin de phrase et le point final[comme ça].
- Les liens internes (vers d'autres articles de Wikipédia) sont à choisir avec parcimonie. Créez des liens vers des articles approfondissant le sujet. Les termes génériques sans rapport avec le sujet sont à éviter, ainsi que les répétitions de liens vers un même terme.
- Les liens externes sont à placer uniquement dans une section « Liens externes », à la fin de l'article. Ces liens sont à choisir avec parcimonie suivant les règles définies. Si un lien sert de source à l'article, son insertion dans le texte est à faire par les notes de bas de page.
- La présentation des références doit suivre les conventions bibliographiques. Il est recommandé d'utiliser les modèles {{Ouvrage}}, {{Chapitre}}, {{Article}}, {{Lien web}} et/ou {{Bibliographie}}. Le mode d'édition visuel peut mettre en forme automatiquement les références.
- Insérer une infobox (cadre d'informations à droite) n'est pas obligatoire pour parachever la mise en page.

Pour une aide détaillée, merci de consulter Aide:Wikification.
Si vous pensez que ces points ont été résolus, vous pouvez retirer ce bandeau et améliorer la mise en forme d'un autre article.
Cet article présente les personnages de la bande dessinée et de la série animée Titeuf. Certains personnages de la bande dessinée n'apparaissent pas dans la série animée et inversement. 

## Titeuf et sa famille
- Titeuf, héros principal de ces aventures. C'est un garçon turbulent de dix ans[1], reconnaissable à sa longue mèche jaune, qui se pose beaucoup de grandes questions sur la vie, dont il ressort une vision naïve, avec ses fameuses expressions « Tchô ! », « C'est pô juste ! », « Tcheu la honte ! » et « Lâchez moi le slip ! » ou encore « Pôv' niouk ! ». Dans la bande dessinée, toutes les histoires tournent autour de lui. Son côté naïf et turbulent lui vaut souvent des représailles, des claques et autres punitions de la part de ses amis, de sa maîtresse, de ses ennemis ou de ses parents. Peu doué à l'école à part dans un épisode qui s'intitule Titeuf, ce génie !, sa passion principale est d'essayer d'attirer l'attention de son grand amour, Nadia, via des techniques de séduction plus ou moins hasardeuses qui se soldent systématiquement par un échec. Certaines planches de la BD laissent à penser qu'il aime bien les dinosaures. Il est souvent harcelé par "Ze t'aime", une petite fille de section maternelle qui est follement amoureuse de lui. Il est souvent mêlé à des scènes de harcèlement scolaire, que ce soit en tant que victime ou justicier.

- Roger[2], père de Titeuf, se retrouve au chômage au cours des aventures, ce qui permet d'aborder le sujet à travers les yeux de Titeuf. Il est rodé face aux turpitudes de son fils. Pas toujours de bonne humeur mais pouvant faire preuve d'une grande gentillesse en certaines occasions, le père de Titeuf s'occupe souvent de ce dernier malgré ses occupations. Il semble être plus confident que son épouse envers Titeuf quand ce dernier à, par exemple, des soucis relationnels (par exemple dans l'épisode : Ma méga bonne étoile). Dans le film, il a trouvé un travail de maintenance informatique.

- Anne-Mathilde[réf. nécessaire], mère de Titeuf, est femme au foyer. Elle aussi est rodée face aux turpitudes de Titeuf. Elle est vêtue d'un col roulé noir et d'un pantalon brun roux. Malgré sa sévérité, elle reste une mère aimante et attentive envers ses enfants.

- Zizie (de son vrai nom Suzie), petite sœur de Titeuf qui apparaît pour la première fois dans le 7e album. Sa venue entraîne de nombreux bouleversements dans la vie de Titeuf qui doit parfois s'en occuper et éviter qu'elle ne saccage ses affaires. Titeuf se réconforte en pensant qu'elle pourra lui servir à rencontrer des filles, oubliant qu'elle ne vieillira pas plus vite que lui. Elle est vêtue d'un pyjama rose. Selon Zep, son prénom serait Suzie[3],[4].

- Tata Monique, la tante de Titeuf. Elle adore l'emmener au cinéma et l'infantilise beaucoup, au grand dam de ce dernier. Elle n'apprécie pas être appelée « Tata » et préfère être appelée par son prénom. Elle est un personnage récurrent dans la série animée, tombant régulièrement en déprime à cause de ses nombreuses ruptures amoureuses.
- Julie, la cousine de Titeuf, un peu garçon manqué. Titeuf entretient des relations ambiguës avec elle. Elle apparaît pour la première fois dans trois planches du tome 4. Dans le tome 10, elle devient le dernier recours de Titeuf pour libérer Nadia de son Petit ami, qui sortira finalement avec elle.

- Thierry, le cousin de Titeuf. Il apparaît dans le tome 3 où il est blond, puis dans le tome 12 où il est devenu un adolescent paresseux et asocial.

## Personnages principaux
- Nadia a des cheveux châtain clair attachés, une veste de tailleur rose et une jupe grise (maintenant violette). Très midinette, elle est à des lieues des goûts de Titeuf et de ses amis (et de leurs concours de pets). Titeuf est amoureux d'elle mais, en règle générale, elle le considère comme un ringard même si ce dernier marque parfois quelques points. Bien qu'elle semble indifférente à Titeuf, des doutes existent tout de même sur ses sentiments, notamment lorsqu'elle l'invite à ses fêtes, qu'elle devient jalouse lorsqu'il s’intéresse à une autre qu'elle comme dans les épisodes « Vive le Sport ! », « Belle dedans », « La Fiancée de Titeuf » et « La fille de la piscine » ainsi que dans le tome 14 ou encore lorsqu'elle pleure après que Titeuf lui ait annoncé aimer Ramatou dans le tome 13 ainsi que dans l'épisode « La Polygamite du Zizi » (épisode réadapté de la bande dessinée ayant le même scénario) et décide de sortir avec Manu dans le but de le rendre jaloux. Elle embrasse également ce dernier sur la bouche dans l'épisode « Amnésique de la tête ». Nadia a mauvais caractère, peut se montrer parfois égoïste, violente, parfois superficielle. Toutefois, sa présence permet d'aborder les différences entre les garçons et les filles. Titeuf se ramasse très souvent des baffes par Nadia, souvent pour peu de choses, voire pour rien du tout, ou même un sérieux coup de poing dans le tome 10 (Nadia se marie) et dans le tome 13 (À la folie !). Il est également à signaler qu'elle est sûrement le personnage qui a subi les plus gros changements depuis le début : dans les premiers épisodes des deux œuvres, Nadia avait un sale caractère, giflait Titeuf lorsque ce dernier se montrait trop entreprenant avec elle (l'embrasser sans son consentement, par exemple) et usait parfois de ses charmes pour le manipuler. Étant très violente en passant son temps à frapper et à humilier Titeuf. Dans la quatrième saison de la série animée, elle adapte un comportement semblable à la bande dessinée (en mettant des baffes à Titeuf pour peu de raisons). Cependant, elle s’est montrée de nombreuses fois gentille et reconnaissante envers lui, allant le saluer gentiment, l'encourager, l'admirer, et même l'embrasser, durant la saison 3. Et dans les tomes les plus récents, Nadia perd plus facilement son sang-froid et devient plus égoïste. Cependant, il lui arrive toujours de montrer des signes de bienveillance envers Titeuf. Toutefois, Ramatou remarque que Nadia n'est pas très gentille envers Titeuf (par exemple dans l'épisode « Ma méga bonne étoile »).

- Manu, le meilleur ami de Titeuf, est un peu le stéréotype du « meilleur ami du héros ». Avec ses grosses lunettes et sa timidité, il semble vivre à l'ombre de Titeuf et dans la dépendance de ce dernier. Par exemple, dans le strip final du tome 8, après avoir enfin obtenu un rendez vous avec Nadia, Titeuf demande à Manu de l'accompagner. Face au refus de celui-ci, Titeuf l'insulte et malgré cela Manu décide de revenir et de l'aider. Dans le tome 10, la scène se réédite : agacé par le collant Titeuf, Manu part énervé mais revient aider son ami à trouver des solutions pour se débarrasser du supposé petit copain de Nadia (qui est en réalité son cousin). Il semble être la bonne conscience de Titeuf et paraît être plutôt intelligent. Il dit beaucoup de bêtises, surtout au sujet de l'amour (Avec Dumbo). Manu commence souvent les débats par « T'as vu (ou J'ai vu) la télé, hier soir ? ». Il a une sœur, Lucie, qui n’apparaît pas dans la BD.

- Hugo, est un garçon en surpoids vêtu d'un pull rouge et d'un pantalon blanc. Il est très rusé et sort toujours de bonnes vannes. Il adore manger des barres chocolatées et est obsédé par les filles. Il parle beaucoup de sexualité. Il a un grand frère nommé Simon qui lui parle de son expérience sur l'amour et de trucs d'ados, ce qui fait qu'il se vente souvent auprès de ses amis. Dans l'épisode L'exposé de l'enfer, il dit avoir redoublé en parlant avec Titeuf et Manu. Hugo semble avoir une famille assez fébrile, ce qui le rend malheureux, Titeuf a eu tellement de peine pour Hugo qu'il décide de l'inviter à dormir chez lui (dans l'épisode Pôv Hugo !), dans ce même épisode bien qu'Hugo apprécie ce geste de la part de Titeuf, il prétend aimer être invité parce qu'il est un bon copain et pas parce qu'on a pitié de lui.

- François, le supposé plus intelligent de la bande. Malgré ses lunettes et son look de premier de la classe, rien laisse concrètement penser qu'il a une intelligence supérieure, mis à part un gag du tome 5 où il joue avec passion à un jeu éducatif sur son ordinateur. Il possède un ordinateur ainsi qu'un chien appelé « Clovis ». On apprend dans le tome 7, « Le miracle de la vie », qu'il aime Vanessa Paradis. Il tombe amoureux de Nathalie durant l’épisode Ah l’amour.

- Jean-Claude n'arrive pas à parler sans postillonner ni zozoter depuis que ses parents lui ont fait mettre un appareil dentaire, ce qui en fait un sujet de moquerie récurrent. Il ne semble pas vraiment ami avec Titeuf qui l'éloigne souvent de la bande, ce qui engendre de récurrentes bagarres entre eux deux. Hugo et lui, en revanche, s'entendent plutôt bien. Ses relations avec Titeuf changent et s'améliorent à partir de la quatrième saison de la série animée où ils commencent à s’entendre et à être de bons amis.

- Vomito, (de son vrai nom Hervé) est ainsi surnommé par Titeuf et ses amis parce qu'il vomit pour un oui ou pour un non : dans le bus, quand il voit du sang, quand il mange trop, etc. Il apparaît beaucoup moins dans la quatrième saison de la série animée, en raison des nouveaux personnages venus.

- Dumbo, (de son vrai nom Valérie) est une fille sujette à de nombreuses moqueries à cause de ses grandes oreilles décollées. Celle-ci a un amoureux secret, Manu. Intellectuelle en classe, elle était la chouchoute de la maîtresse (avant l’arrivée de Romuald) et n'hésite pas à dénoncer les garçons qui font des bêtises, elle est aussi sensible et pleure facilement (dans les premiers tomes). En temps normal, elle n'apprécie pas Titeuf et n'hésite pas, elle aussi, à parfois lui donner des baffes pour des choses futiles, mais dans certains épisodes de la série animée (tel que Les oreilles de l'exploit, ou Ma paire de jumelles) elle tombe sous le charme de Titeuf.

- Ramatou est une grande fille noire habillée en garçon manqué. Sa famille a été en grande partie tuée par l'armée. Elle s'est enfuie avec sa mère, et a vécu dans un camp de réfugiés pendant un an, et a émigré en France grâce à son cousin. Quand elle apparaît pour la première fois dans le tome 13, elle ne parle presque pas français, mais utilise le peu de mots qu'elle connaît pour dire à Titeuf qu'il est mignon. Dans la série animée, elle le surnomme « Jolie Mèche ». Titeuf tombe amoureux de Ramatou et, de ce fait, oublie Nadia. Cependant, dans la quatrième saison de la série animée, Titeuf est autant amoureux de Ramatou que de Nadia. On remarque dans cette saison que celle que Titeuf aime vraiment est Ramatou. Elle est beaucoup plus sympathique que Nadia envers lui, ce qui ne l'empêche pas d'avoir un fort caractère. Dans le tome 18 intitulé Suivez la mèche on apprend qu’elle est végétarienne, Titeuf en profite donc pour finir ses repas à base de viandes (boulettes de viande, saucisses, poissons, etc.) Jusqu'à ce qu'elle a un menu végétarien.

## Personnages récurrents
- Morvax, (de son vrai nom Thomas, ou Horace dans la série animée), est un camarade de Titeuf surnommé de la sorte parce qu'il est constamment enrhumé.

- Puduk, (de son vrai nom Pierre-Alexandre), est ainsi surnommé par ses camarades à cause de son odeur nauséabonde et de son manque d'hygiène.

- Ramon est un fils d'immigrés Espagnols qui a beaucoup de difficultés à s'exprimer en français. Il se fait souvent avoir par ses autres amis. Surtout par Titeuf, qui en profite pour lui faire des blagues… qui se retournent contre lui, à tous les coups. Il apparaît dans la série animée à partir de la saison 4.

- Nathalie, une copine de Nadia et l'amoureuse de Tim. Titeuf tabasse Manu dans le tome 1, car il dit que Titeuf est amoureux d'elle, ce qui est vrai dans les deux premières saisons de la série animée comme par exemple dans les épisodes « Les Z'amoureux » et « Le Coup de Foudre ». Même si elle est souvent du côté des filles, c'est l'une des rares filles qui s'entend bien avec Titeuf et sa bande, étant notamment nommée cheffe de la bande à l'unanimité dans l'épisode La bande à Titeuf. Dans la saison 4 de la série animée, son comportement change (dans cette saison, elle se range plus du côté de Nadia en insultant quelques fois certains garçons, surtout Titeuf) et elle semble très amie avec Ramatou.

- Ludo ou Ludovic apparaît dans les 8 premiers tomes. Dans le tome 1, on apprend que son pépé est décédé.
- Nabil ou Nab' est un personnage qui a fait son apparition dans le tome 5.

- Romuald est un élève surdoué que Titeuf ne supporte pas car il a peur que Nadia tombe amoureuse de lui. Romuald a trois ans de moins que ses camarades de classe, Titeuf, Manu et les autres. Il apparaît dans les tomes 11, 12 et 14 et dans la saison 4 de la série animée. Il est malgré sa grande intelligence assez vantard.

- Marco est le stéréotype du frimeur de service, âgé d'une treizaine d'années. Il n'est pas amoureux de Nadia, mais celle-ci le préfère à Titeuf. Il porte toujours une casquette et fait beaucoup de skateboard. Marco est l'ennemi juré de Titeuf, et ce dernier cherche toujours à se débarrasser de lui, mais les deux arrivent parfois à s'entendre. Par exemple : dans le film, il se rapproche de Manu et Titeuf afin de réconforter ce dernier qui est triste car ses parents étaient à deux doigts de divorcer. Il leur explique les avantages et inconvénients d'avoir deux parents. Ou encore, dans l'épisode Duel au soleil, où, après s'être battus pour Nadia, Marco et Titeuf partent s'amuser ensemble. Il semble être plus arrogant et antipathique envers Titeuf dans les saisons 3 et 4, voire violent envers ce dernier.

- Maxime est un ami musulman de Titeuf. Il apparaît pour la première dans le tome 11. Titeuf se plaint d'avoir de la purée d'épinards aux lardons à la cantine alors que Maxime, lui, a une brochette de poulet. On le voit aussi lorsque Titeuf et lui abordent le thème de la peur et des gènes, avant qu’un raciste les rejette du terrain de foot où ils se situaient. Dans la saison 4 de la série animée, on apprend que son pépé est décédé.

- Tim apparaît uniquement dans la série animée. Il porte toujours une capuche verte. On apprend dans la saison 4 que son père a été muté dans le sud et que Tim a dû changer d'école. Ramon semble avoir repris son rôle. Il est amoureux de Nathalie. Dans la série animée, il lui arrive de dormir chez Titeuf. Il est le plus tempéré et le plus relax de la bande.

## Les ennemis
- Le Grand Diego est un racketteur qui martyrise souvent Titeuf et ses copains et surtout, il a un petit frère tout aussi arrogant et méchant que lui.

- Le Grand Myope (également surnommé Ray Charles) est un racketteur au look skinhead. Il tient son surnom en référence au célèbre musicien aveugle Ray Charles. Sans ses lunettes, il n'arrive pas à voir de loin. Titeuf et ses amis s'amusent avec lui en lui donnant des billets de Monopoly ou des feuilles de papier toilette. Que ce soit dans la série animée ou dans la BD, il se fait arrêter par la police pour avoir racketté et manipulé les enfants (comme Titeuf, Manu, Hugo et Vomito), c'est le seul antagoniste à être mis en défaite.

- Les trois adolescents qui prennent plaisir à embêter Titeuf. Ils apparaissent dans presque tous les albums. Ils ont l'âge du « Grand Diego ». Ils traitent Titeuf de nain de jardin et se moquent de lui, ils le forcent à les appeler chacun « Monsieur », lui tirent la joue, font une bulle de chewing-gum et l'éclatent sur lui ou encore font tourbillonner son nouveau cartable en faisant semblant de chercher ce que c'est exactement. Ils rackettent aussi Nadia, dans le tome 4. Dans le tome 11, Titeuf, croyant qu'il va déménager aux États-Unis, se venge en leur donnant un coup de pied, sauvant ainsi une autre victime. Mais quand il apprend qu'il va juste dans un appartement voisin, il se déguise pour éviter d'être reconnu par eux.

- Madame Blondin est en quelque sorte une ennemie jurée, une mégère, qui nuit à Titeuf et à ses parents, surtout à cause de son plat appelé par le père de Titeuf le « bourre-cochon », qui donne des crampes et des aigreurs d'estomac. Le père de Titeuf croit que son mari est mort à cause de son plat.

- Marine Blondin est la fille du neveu de Madame Blondin, soit sa petite-nièce. Elle ne fait qu'une seule apparition dans la série animée. Elle prend beaucoup de plaisir à embêter Titeuf.

- L'inconnu est celui qui apparaît dans le tome 1, "Dieu, le sexe et les bretelles", dont la maîtresse avertit les élèves qu'il ne faut pas accepter ses confiseries.

- Le bijoutier qui apparaît dans le tome 2, "L'amour, c'est pô propre !" et dans l'épisode Nadia Beurz'day est un homme prétentieux et avide d'argent qui n'aime apparemment pas les enfants et qui se montre très impatient. Il n'a aucune compassion et est très dur. Dès qu'il voit seulement quatre Francs, il pourrait se montrer compréhensif, mais il crie sur Titeuf, allant même jusqu'à lui dire d'aller s'acheter des pin's, jusqu'à ce que ce dernier lui mette la pression. Il cèdera finalement en leur facturant la bague.

- Le dentiste qui apparaît dans le tome 8, "Lâchez-moi le slip !", et Titeuf le craint.

- Le découpeur d'oreilles est un vieux monsieur qui apparait dans l'épisode Gare aux z'oreilles. Il apparaît aussi dans une planche du tome 4, C'est pô juste…. Titeuf et ses amis pensent que si on passe devant chez lui, on se fait couper les oreilles, car c'est sa menace.

- Born To Pète Ta Gueule ! (surnom) est un homme extrêmement musclé au look de biker avec des lunettes noires, des cheveux rouges, qui porte la moustache. Il est vêtu d'une veste noire où est dessiné un aigle et possède de nombreux tatouages, notamment un tatouage avec écrit « Born To Pète Ta Gueule ! ». On le retrouve souvent dans les adaptations en jeux vidéos tels que Le Monde de Titeuf et de Nadia, Titeuf : Mission Nadia, etc. De plus, il est habillé comme les motards américains.

- Emma (pseudo): Pédophile masculin anonyme qui s’est pris pour une amoureuse de Manu dans le Tome 18, Suivez la mèche.

- Max est le moniteur de colonie qui est en fait un ennemi de Titeuf, reconnaissable à sa chevelure blonde et son regard colérique, il le martyrise par pur sadisme durant ses vacances en colonie (notamment en lui faisant croire qu'il va lui couper la mèche), il est malheureusement présenté par Josiane Biglon durant le jour de la rentrée lors de son retour de sa colonie de vacances, ceux qui contrarie Titeuf. Il apparaît uniquement dans la série animée.

- Sophie est la jeune baby-sitter de Titeuf pendant que ses parents sortent au cinéma pour voir un film et qui est en fait une ennemie, surtout à cause de la photo d'elle même que ça l'a entretenue une mauvaise relation, elle apparaît uniquement dans l'épisode Rupture.

## Les filles
- Ze t'aime  est une gamine qui a un défaut de prononciation. Elle est de petite taille, elle porte un pantalon blanc, des chaussures rose et une chemise rose clair. Elle a des cheveux châtain clair avec une mèche qui cache ses yeux et possède une bouche ressemblant à un bec de canard lorsqu'on la regarde sur certains plans. Elle joue avec les sentiments de Titeuf en écrivant un « Titeuf, je t'aime ! » sur le mur de l'école. Elle va même jusqu'à dessiner Titeuf sur les murs de l'école avec de la peinture. Elle est follement amoureuse de lui et ne cesse de le harceler en se collant à lui ou en lui disant "Ze t'aime !". Elle « aime sa mèche rebelle ». Dans la BD, Titeuf va jusqu'à la faire pleurer car il lui dit qu'il ne l'aime pas. D'après Manu, elle ressemblerait à Claudia Schiffer à l'âge de six ans.

- Pauline est une fille atteinte d'une leucémie et elle a perdu ses cheveux par la suite, la contraignant à porter un bonnet. Elle est très calme, comparée aux autres filles de la classe. Hugo se moque de son crâne chauve au départ, mais Titeuf la défend. Finalement, elle l'embrasse sur la joue. Elle semble proche de Manu car il l'invite à la boum, dans le tome 10.

- Martine montre ses seins aux garçons qui le veulent en échange d'un pin's (page 41 du tome 2). Or il s'avère qu'elle n'a pas de seins : lorsque Titeuf se rebelle et réclame son pin's, elle le gifle. Elle apparaît également dans la première saison de la série animée souvent en arrière-plan, son prénom est mentionné dans l'épisode "Le bon plan".

- Caroline est une très belle jeune fille blonde portant un pull-over rose, un pantalon jaune et des chaussons bleus en colonie de vacances, dont Titeuf tombe amoureux dans le tome 3, « Ça épate les filles… ». Elle met très souvent les mains dans ses poches. Il attend la boum pour danser avec elle.

- Thérèse est une fille naïve aux cheveux roses. Elle est si peu futée que Titeuf se demande même si elle a un cerveau… Mais elle a un réel don pour les énigmes et pour apprendre les paroles des chansons. Dans la saison 4 de la série animée, elle est la voisine de classe de Titeuf. Elle apparaît pour la première fois dans le tome 12 puis dans Titeuf le film, à partir de la saison 4 de la série animée et du tome 15 elle devient un personnage récurrent. Dans le tome 17 elle part en colo avec Titeuf.

- Corinne est une jeune fille brune reconnaissable à son serre-tête rose et blanc. Dans une planche du tome 5 où elle arrive à l'école avec un cocard, ce qui amène Titeuf à croire qu'elle est battue par son père, comme le suppose Hugo.

- Petra est une jeune fille blonde allemande que Titeuf rencontre en vacances dans le tome 8. Il sera amoureux d'elle dans les quatre planches « Les vacances à la mer ».

- Camille est une fille aux longs cheveux châtains, que Titeuf a connue à la crèche. Elle apparaît dans le tome 14. Elle a un chien nommé Arsène, qui semble être un doberman. Elle semblait être une dure-à-cuire à la crèche, puisqu'elle faisait peur à tout le monde, faisait des clés de bras aux garçons, leur donnait des coups de poing, se faisait appeler "Camillator", et a remonté le slip d'un garçon qui avait détruit la tour construite par Titeuf à la crèche. C'est pour ce "sauvetage" que Titeuf est tombé amoureux de Camille et lui a donné une bague, trouvée sous le sable, pour l'épouser quand ils seraient plus grands. Plus tard, Titeuf regrette cette promesse de mariage et souhaite revenir sur sa parole en reprenant la bague. Craignant de ne pas échapper à Camille s'il va la voir, il envoie Manu à sa place pour reprendre la bague. Mais Camille devine l'objet de la visite de Manu. Attendrie par sa dévotion envers Titeuf, elle embrasse Manu.
- Noémie est une fille rousse que Titeuf doit embrasser sur l'œil (tome 9, "La loi du préau").

## Les garçons
- Basil provient d'un établissement spécialisé mais essaye de s'inclure au fur et à mesure dans la classe. Ce dernier a un air autiste. Dans la série animée, il se révèle être un excellent pianiste, ce qui attisera l'admiration de Nadia et la jalousie de Titeuf.

- Élie est juif. Il n'a donc pas le droit de manger de la viande de porc. Il apparaît dans le tome 2, « L'amour, c'est pô propre… ».

- Benjamin est un garçon juif (comme Élie), il apparaît dans le tome 11 "mes meilleurs copains" dans lequel il a le menu "Kasher boulettes d'agneaux" car il ne peut pas manger la soupe d'épinards aux lardons à cause de sa religion et il apparaît également dans la série animée dans l'épisode "Allergik" avec le même scénario que dans l'album.

- Bastien est un garçon en train de muer, il arrive dans le 7e tome. Les amis de Titeuf et ce dernier se moquent souvent de lui dans le tome 7.

- Benoît est le moniteur de ski qui apparaît seulement dans le tome 6 et dans la série télévisée, en tant que moniteur encadrant Titeuf et ses amis lorsqu'ils partent en classe de mer.

- Milos est un garçon croate arrivé d'une famille d'accueil. Il apparaît dans une planche du tome 1, « Dieu, le sexe et les bretelles ». Malheureusement, il quittera l’école de Titeuf dans ce même tome, à cause de Titeuf et ses autres amis qui jouaient à la guerre, qu'il ne veut plus voir ni entendre, celui-ci étant un rescapé des Guerres de Yougoslavie.

- Dimi est un immigré polonais qui ne sait pas faire ses lacets. Dans le premier tome, « Dieu, le sexe et les bretelles ». Il se faisait régulièrement embêter par Titeuf et sa bande en ce qui concerne ses lacets, jusqu’à ce que sa mère lui achète des chaussures à scratchs, ainsi Titeuf fini par se faire embêter à son tour puisqu’il porte lui aussi des chaussures à lacets.

- Le camarade bosniaque : on ne connaît pas son vrai nom. Il apparait uniquement dans le tome 2 "L'amour, c'est pô propre…". Titeuf et ses camarades profitent de ce qu'il ne parle pas bien français pour lui apprendre des gros mots sans qu'il ne le sache, et c'est alors qu'il utilise un vocabulaire grossier en répondant à Monsieur Chevalier qui demande son nom et lui administre une gifle.

- Robert est un garçon qui apparaît dans le tome 4 et qui a une « jeune fille au pair » très jolie et Suédoise. Les garçons le ligotent et le bâillonnent afin de se déguiser en Robert pour voir la jeune fille.

- Carlos vit dans la pauvreté, car son père est au chômage. Comme il n'a pas de quoi payer, il fait croire que ce qu'il ne peut pas payer mais qu'il voudrait secrètement (les auto-tamponneuses, des Mars, etc.) ne l’intéresse pas. Titeuf lui propose un bout de son Mars, mais ne le lui donne pas car "son père n'à-qu'avait (sic) pas être au chômage". En réponse a cette farce, il en vient à frapper Titeuf à l'œil et à lui prendre son Mars en concluant avec la phrase « Mon père, il était prof de boxe !».

- Lucien est un garçon de la colonie d'été qui se fait toujours embêter par Titeuf et sa bande. Il apparaît dans le tome 8 (Lâchez-moi le slip !). Dans la planche où il apparaît, Titeuf raconte toutes les farces qu'il lui a faites à la colonie, l'année dernière, avec ses camarades. Mais lorsque ces derniers lui apprennent qu'il ne vient pas cette année, ils se mettront alors à faire les mêmes farces à Titeuf…

- Samuel fait une apparition dans le tome 13, et seulement sur une seule planche. Il est victime d'une mauvaise blague de Titeuf, ce qui laisse penser que Samuel est méprisé par ses autres camarades.
- Zblodàn apparaît dans une planche dans le tome 15. C'est un réfugié Polonais fort en foot. Il shoote dans la tête de Titeuf sans le faire exprès.

## L'équipe enseignante
- Josiane Biglon est la maîtresse des enfants de la classe. Ils la considèrent comme leur pire cauchemar. Il n'empêche qu'elle peine avec Titeuf, qui lui en fait voir de toutes les couleurs. Titeuf et ses amis la soupçonnent d'être une extraterrestre et d'être amoureuse de Monsieur Dubouvreuil lorsqu'elle change de coiffure dans le tome 12. Elle est momentanément remplacée par Pascal Quoinot dans le tome 11 et dans l'épisode "Le remplaçant" de la série animée, où Titeuf croît être allergique à l'école. Un enseignant aux méthodes novatrices qui a tout le temps l'air fatigué et impassible. Puis, elle est remplacée par Marie (page 44 du tome « Le Sens de la vie »).

- L'infirmière, parfois appelée « La Grosse Vache » en raison de son imposante corpulence, n'est pas très appréciée par Titeuf et ses copains, surtout à cause de la visite médicale. Dans la série animée, pour certains épisodes où il en est question, il y a une autre infirmière, surnommée « Double-Airbag » par Titeuf et ses copains à cause de sa poitrine volumineuse. Comme elle est très belle, Titeuf et ses copains font souvent semblant d'être malades pour aller la voir. Cependant, dans la saison 4 de la série, Double-Airbag est remplacée par l'infirmière de la BD, sans doute dans un souci de fidélité à l'histoire originale.

- Musclor (surnom) est le professeur de gymnastique, surnommé ainsi à cause de ses muscles volumineux, qui prend un malin plaisir à faire souffrir Titeuf et ses amis. Il adore amuser Nadia et ses amies mais pas Titeuf. On apprend dans le tome 15 que son nom est Monsieur Huguet.

- Monsieur Pourri est un professeur de travaux manuels, que les élèves ont surnommé ainsi car son haleine sent « comme s'il avait mangé du compost ». Au cours d'une planche, la classe lui offre un dentifrice pour pouvoir se brosser les dents. Malheureusement pour les élèves, celui-ci leur fait la bise à chacun avec son haleine pourrie, et comme l'idée était celle de Titeuf, cette mauvaise surprise pousse la classe, même les moins courageux, à le poursuivre au moment de la récréation.

- Le Recteur : son vrai nom est inconnu. Il apparait dans certains épisodes pour contrôler le travail de Mme Biglon. Titeuf l'a déjà appelé, par erreur, « Monsieur le Rectum » ce qui lui vaudra 4 heures de retenue dans le tome 2.

- Monsieur Dubidet (surnommé le concierge) est un homme sévère à qui Titeuf et ses amis réservent souvent des malheurs. Ils aiment notamment uriner sur son solex, et pensent qu'il est un robot extraterrestre, de la même manière que la maîtresse est une extraterrestre. Il est craint par tous les enfants. Dubidet explique un jour à Titeuf que pour être Premier Ministre, il faut faire le lèche-cul du Président de la République, ce qui fait penser à Titeuf qu'un Président a des échardes aux fesses à cause des langues-de-bois, en ayant pris l'expression au sens propre.

- Les moniteurs de ski : René au départ apprécié de la bande à Titeuf, Sophie qui fait des pauses cigarettes, et le sympathique Benoît. Moniteur de ski, il adore le surf. Il est pendant un moment le moniteur préféré de Titeuf et ses amis, qui le trouvent drôle, jusqu'à ce que toutes les filles de la classe veulent danser avec lui…

- Monsieur Dubouvreuil est un Professeur-Conférencier. Titeuf et ses amis le soupçonnent d'être amoureux de la Maîtresse, et Titeuf le surnomme « Le Dinosaure du Musée d'Histoires Naturelles » (Titeuf le dit dans la planche où la Maîtresse a changé sa couleur de cheveux) (tome 12). Ses cours sont longs et ennuyeux et certains élèves (dont Titeuf) s'endorment quand il parle. Il apparaît dans certains épisodes de la saison 4.

- Monsieur Chevalier est Professeur de gymnastique. Il a quatre enfants. Au cours d'une planche, Titeuf, Manu et François se rendent compte qu'il serait un « vrai dégueulasse » car celui-ci a eu quatre enfants. C'est également lui qui a frappé le nouveau camarade bosniaque car Titeuf et ses amis lui ont appris des gros mots qu'il a répété.

- Monsieur Léonard apparait dans le tome 1. Il entre dans la salle de classe de Titeuf pour vacciner les élèves. Titeuf pose une épluchure de banane devant la porte, Monsieur Léonard sort de la salle de classe et se casse la jambe. Titeuf est sauvé, le vaccin est reporté pour une autre fois.

- Madame Fibrome : Professeur d'éducation sexuelle. Elle est obèse, et Titeuf lui a demandé si elle était déjà grosse quand elle était un spermatozoïde (Tome 7).

- Monsieur Lecoq apparait dans le tome 13. Il enseigne aux enfants la prévention, notamment contre les pédophiles.

- Manolo est un surveillant et apparaît dans le tome 3. Il a une pilosité très importante, ce qui pousse Titeuf à croire qu'il devient un singe.

- Monsieur Strange (surnom), un professeur de maths qui apparaît dans le Tome 18. Titeuf pense qu’il est gardien de l’univers à cause de ses cours sur les droites parallèles et du reflet dans son crâne chauve.

## Personnages de la famille
- Parmi les autres cousins de Titeuf on trouve Betty, la cousine enceinte dans le tome 3, Bertrand, le cousin moto-addict, présent dans le tome 7.

- Au niveau des tantes, Monique, tante de Titeuf (la sœur de sa mère). Ce dernier prend un malin plaisir à l'appeler Tata Monique alors qu'elle déteste ça, car elle trouve que ça fait vieille. Alice, qui apparaît seulement dans une planche du tome 11, « Tata Bond ». Titeuf pense qu'elle est un agent secret. Yvonne, tante de Titeuf, est mentionnée dans le tome 4. Huguette, (la sœur de son père) n'apparaît que dans une planche du tome 6, « Les dessous-chocs », dans lequel elle s'étonne que Titeuf l'évite, après avoir vu Hugo essayer un soutien-gorge qui lui a explosé dessus à cause de sa corpulence (car Tata Hugette est corpulente. Il part du principe que « plus t'es gros, plus ça fait mal ! »). Marie, qui apparaît dans le tome 7 où elle est la cousine de sa mère.

- Les grands parents paternels (les parents de son père). Pépé, avec son fameux dentier. Mémé est morte d'une cause inconnue. Elle apparaît en photographie dans un épisode[Lequel ?]

- Les grands-parents maternels (les parents de sa mère). apparaissent dans le film. Ils habitent à Bregogne.

- Parmi les oncles de Titeuf on trouve Léo, qui apparaît dans le tome 12 où il est le père de Thierry. Paul, le père de Betty. Michel, le père de Julie, Glaïeul Aymé , l'oncle du père de Titeuf (et est donc le grand-oncle de Titeuf) qui vit dans une maison de retraite (ce dernier n’apparaît que dans la série animée), et Georges, l'oncle décédé dans le tome 5.

## Autres
- Lucie, la sœur de Manu est un peu garçon manqué, elle a un air gothique…

- Simon est le grand frère d'Hugo et apparaît sur une seule planche du tome 2. Il est âgé d'environ seize ans et semble être maltraité par son père. Ce serait grâce à lui qu'Hugo en connaît un rayon sur l'amour.

- La fille du concierge a un piercing au nez. Titeuf a demandé à Manu comment elle se mouchait.

- La fille de la manif apparaît sur la planche de la page 44 du tome 6, où elle participe à une manifestation et marche devant Titeuf, qui -lui- accroche le ballon de Manu et le sien au bout de sa robe, découvrant ainsi sa culotte, ce qui provoque une violente altercation entre elle et Titeuf.

- Harim est un ami de Vomito. Il a perdu sa jambe dans une mine et maintenant, il possède une jambe artificielle, ce qui pousse Titeuf et Manu à lui demander s'il a des supers-pouvoirs.

- Wubotu est un nouvel élève africain dans le tome 2 "L'amour, c'est pô propre…". Il est assez corpulent, et c'est pour cette raison que Titeuf le tabasse dès son arrivée à l'école, car il a dû manger sa soupe au dîner de la veille à cause des Africains qui n'ont rien à manger et sont très maigres.

- Steph' apparaît sur la planche de la page 7 du tome 3. Il est amoureux d'une fille nommée Cathy.

- Pierrot est le cousin myopathe en fauteuil roulant de François.

- Jérôme devient l'ami de Titeuf lorsqu'il est en colonie de vacances dans le tome 3 « Ça épate les filles… ». Il est assis à côté de lui à la cantine et il indique à Titeuf de regarder quelque chose dans son assiette. Comme Titeuf se penche, Jérôme plonge sa tête dans son assiette de spaghettis bolognaise. Titeuf l'insulte et lui rappelle que des petits Noirs meurent de faim (faisant sans doute référence à ce qu'il a appris dans le tome 2 à la page 29, dans « Titeuf Aid »).

- Lina danse avec Marco lors de la boum de fin d'année, sur la dernière planche du tome 5, « Titeuf et le derrière des choses ».

- Coralie est la fille d'une amie de la mère de Titeuf. Elle apparaît uniquement sur la première planche du tome 6, « Tchô, monde cruel ! », à la page 3. Elle aime jouer à la Barbie et décide de jouer à « Ken invite Barbie au Bal » et lorsque Titeuf dit "Ouais, bah Ken et Barbie font l'amour !", ce qui déclenche le cri de terreur de celle-ci. Sa mère venant voir ce qu'il se passe, et Coralie s'exprimant mal en rapportant que "Titeuf veut jouer à faire l'amour", la mère de Coralie gifle Titeuf.

- Corinne est une amie de Nadia, Dumbo, Nathalie, Lisa et Sandrine. Pour une raison inconnue, elle a un œil au beurre noir sur la planche de la page 7 du tome 4 « C'est pô juste… ». Hugo pense alors qu'elle est maltraitée par son père et qu'il boit.

- Lisa est une fille à la coupe de cheveux mi-long singulière qui traîne souvent avec Nadia, Dumbo, Nathalie, Corinne et Sandrine. Dans la page 36 du tome 5, elle veut savoir pourquoi Ramon la regarde et tombe sous son charme.

- Sandrine est une fille qui apparaît sur la planche de la page 7 du tome 8, «Lâchez-moi le slip !», dans l'épisode le pari de la série animée et dans le film.

- Cathy est uniquement mentionnée sur la planche de la page 7 du tome 3, « Ça épate les filles… ».

- Patti est une copine de la mère de Titeuf qui apparaît dans le tome 13 et dans la saison 4. Elle est 100 % écologiste. Titeuf redoute sa visite car elle amène des cakes au boulgour et des cadeaux fabriqués à la main par les artisans Malgaches Communautaires. Elle est appelée Tata Patti par Titeuf et pourtant, elle n'a aucun rapport de famille avec la famille de Titeuf.
- Ronald est un ami de Titeuf qui n’apparaît que dans l'album La grande aventure.
- Krok Lunett (de son vrai nom Gaëtan) est un élève de maternelle au look punk apparaissant uniquement dans le tome 8, figurant en tête de la liste des amoureux de Nadia à la grande surprise des autres, au moment où Manu révèle de qui il s'agit. Lorsqu'il le voit passer, Titeuf le nargue, le surnommant même «le Playboy à Pampers», jusqu'à ce qu'il s'énerve, trouvant Nadia «vieille». Il a un grand frère qui interviendra pour tabasser Titeuf.